# Hans Köpf
Hans Leonhard Köpf (* 19. April 1914 in Berlin; † 11. Juni 1978 in Tuttlingen, nach anderen Quellen am 12. Juni 1978) war ein baden-württembergischer Politiker der CDU und von 1963 bis 1978 Landrat des Landkreises Tuttlingen.

## Kindheit, Jugend, Studium, Kriegs- und Gefangenenzeit
Hans Köpf wurde in Berlin geboren, verbrachte aber seine ersten Lebensjahre in Deutsch-Südwestafrika. Sein Vater wurde als Beamter des Reichskolonialamts in dieser Kolonie tätig. Nach dem Verlust der deutschen Kolonien durch den Vertrag von Versailles zog die Familie 1919 nach Ulm, wo Hans Köpf von 1923 bis 1932 das Gymnasium besuchte. Nach dem bestandenen Abitur schloss er ein Studium der Rechtswissenschaft in München, Berlin und Tübingen an, das er 1935 mit dem ersten Staatsexamen und der Promotion (Titel: „Die Rechtsstellung des Unternehmers, dem die Befähigung zum Führer des Betriebes aberkannt ist, nach dem Gesetz zur Ordnung der nationalen Arbeit.“) beendete. Seine zweijährige Referendarzeit wurde vom Wehrdienst von 1936 bis 1938 unterbrochen, so dass er die Große Staatsprüfung erst 1940 ablegte. Anschließend kämpfte er im Zweiten Weltkrieg und geriet in Kurland 1945 in sowjetische Kriegsgefangenschaft, aus der er 1949 wieder entlassen wurde.

## Verwaltungslaufbahn
Ab 1950 arbeitete Köpf als Regierungsrat beim Landratsamt Ludwigsburg und wurde 1951 zuerst in das Landratsamt Künzelsau und kurze Zeit später in den Landkreis Schwäbisch Gmünd versetzt, wo er bis 1954 Stellvertreter von Landrat Konrad Burkhardt war. Anschließend arbeitete er als Oberregierungsrat für das Innenministerium Baden-Württemberg und wechselte 1955 zum Landratsamt Heilbronn, wo er als Stellvertreter von Landrat Eduard Hirsch arbeitete. 1961 wurde Köpf zum Regierungsdirektor ernannt und setzte sich 1963 bei der Wahl zum Tuttlinger Landrat durch. Infolge der baden-württembergischen Kreisreform 1973 wurde der alte Landkreis Tuttlingen aufgelöst. Köpf arbeitete in dieser Übergangszeit als Amtsverweser und wurde 1973 zum Landrat des neuen und größeren Landkreises gewählt. Er verstarb 1978 nach langer und schwerer Krankheit im Amt. Sein Nachfolger wurde der CDU-Politiker Hans Volle.